# 副黏液病毒科
副粘液病毒科包括二個亞科，副粘液病毒亞科(Paramyxivirinae)及肺炎病毒亞科(Pneumovirinae)。

## 分類
副粘液病毒亞科除已歸類六屬病毒外，還有尚未歸類之馬麻疹病毒屬(Equine Morbillivirus)；肺病毒亞科則含有二屬。
呼吸道病毒屬包括人型、鼠型、牛型三型病毒。
德國麻疹病毒屬內有新城病病毒(Newcastle disease virus)、家禽副流行性感冒病毒(Avian paramyxoviruses 2-9)、狗副流行性感冒病毒(Canine parainfluenza virus 2)、豬德國麻疹病毒(Porcine rubulavirus)、腮腺炎病毒(Mump virus)、人副流行性感冒病毒(Human parainfluenza viruses 2, 4a, 4b)。
麻疹病毒屬則有牛瘟病毒(Rinderpest virus)、小反芻獸疫病毒(Peste des Petits Ruminants virus)、犬瘟熱病毒(Canine Distemper virus)、海豚瘟熱病毒(Dorphin distemper virus)、鼠海豚病毒(Porpoise distemper virus)、牛麻疹病毒(Bovine morbillivirus, MV-K1)、麻疹病毒(Measles virus)。
肺炎病毒屬則含有牛融合性呼吸道病毒(Bovine respiratory ryncytial virus)、鼠肺疫病毒(Pneumonia virus of mice)，人融合性呼吸道病毒(Human respiratory syncytial virus)。
间质肺炎病毒属則含有火雞鼻氣管炎病毒(Turkey rhinotracheitis virus)。
本属包括以下物种：
- Aquaparamyxovirus
- 禽副黏病毒屬 Avulavirus
- Cynoglossusvirus
- Ferlavirus
- 亨尼巴病毒属 Henipavirus ，亨尼病毒屬
- Hoplichthysvirus
- Jeilongvirus
- 變位肺病毒屬 Metaavulavirus
- 麻疹病毒属 Morbillivirus
- Narmovirus
- Orthoavulavirus
- Orthorubulavirus
- Paraavulavirus
- Pararubulavirus
- 肺病毒屬 Pneumovirus
- 呼吸道病毒屬 Respirovirus
- 腮腺炎病毒屬 Rubulavirus
- Salemvirus
- Scoliodonvirus
- Synodonvirus

## 特性
副粘液病毒及麻疹病毒(Morbillivirus)為直徑約125至250 nm的類圓形的病毒，但有些病毒顆粒很小(100 nm)，有的為絲條狀可長達500至1000 nm，核蛋白衣(nucleocapsid)外面包著一層約10 nm 厚的封套(envelope)，封套上有排列整齊的含有血球凝集抗原與神經氨酸酶抗原的突起，核蛋白衣為一寬約 18 nm，中間空約 4 nm，間隔約 4 nm的螺旋形鋸齒狀結構，於負染色觀察時極似串魚骨或成串的鞭炮，此為與流行性感冒 A 或 B 區別的一種重要依据，且副粘液病毒很少為絲條狀，而流行性感冒病毒常成絲條狀，一般而言副粘液病毒較正粘液病毒大。(副粘液病毒為150－250 nm，正液病毒為 70－120 nm)其突起較正粘液病毒者短且較密，麻疹病毒及相關病毒以負染色法觀察時，其型態與副粘液病毒完全一樣，但它的抗原性與副粘液病毒並不共通。麻疹病毒的突起有血球凝集素的活性，但無神經胺酸酶的活性。且麻疹病毒有溶解猴子紅血球的脂溶性因子，且會使培養細胞造成巨細胞，麻疹病毒株間尚未發現抗原性改變的情形。
副粘液病毒屬包括一些引起人類及動物呼吸道疾病的病毒，此屬之病毒間有血清學上的相關性，但與麻疹病毒，肺病毒及正粘液病毒間並無相關性，所有的副粘液病毒皆有三種特異性抗原，即表面血球凝集抗原(hemagglutinin surface antigen)，表面神經胺酸酶抗原(neuraminidase surface antigen)及內部核白衣抗原(internal nucleocapsid antigen)但麻疹病毒的血球凝集抗原通常叫做V(病毒;Virus)抗原而核糖核蛋白(ribonucleo protein)抗原則稱做S(可溶性;Soluble)抗原。副粘液病毒為高度多形性病毒其結構較正粘液病毒脆弱，負染色時經常破裂使核酸溢出。
人类呼吸道融合病毒(Respiratory syncytical virus, RSV)為小兒疾病的最主要病原之一的呼吸道病毒，它會影響整個呼吸道造成不同症狀，如感冒，喉氣管支氣炎及其他疾病，它被稱為 RSV 係因它會使培養細胞造成大的融合塊。 RSV 因有一些特徵故可與副粘液病毒及麻疹病毒分開來。它的病毒表面有排列整齊棍棒狀突起，但缺少血球凝集素，神經胺酶，或溶血活性， RSV 很易形成絲條狀且常為多形性，具病毒顆粒大致為圓形，直徑平均為 90 至 130 nm。很大或很小的病毒顆粒較少見，核蛋白衣(nucleocapsid)，寬約 14 nm，呈約間隔 7 nm 的鋸齒狀排列，病毒表面有 10-14 nm 長的突起。

## 流行病學
台灣自1900年時，即有牛瘟感染報告出現，1950年正式撲滅此病，至今再無病例報告出現。而新城病則自1954年始至今，都困擾著養雞朋友們。犬瘟熱病毒感染則歷史非常久遠，而小反芻獸疫則至今未有病例報告。1994年時，呂榮修等人針對火雞鼻氣管炎病毒利用酵素連結免疫吸附法(Enzyme linked immunosorbent assay, ELISA)檢測雞群中陽性反應，發現陽性率為86.4% 。為台灣首次大規模之調查，並証實此病毒之存在。

## 外部連結
- 微生物免疫學-Paramyxoviridae(副黏液病毒科)

1. ↑  . GBIF.   [2023-02-25]. （原始内容存档于2022-11-27）.